# Pomacentrus grammorhynchus
Pomacentrus grammorhynchus es una especie de peces de la familia Pomacentridae en el orden de los Perciformes.

## Hábitat
Es un pez de mar.

## Distribución geográfica
Se encuentra en las Filipinas, Nueva Guinea, la Gran Barrera de Coral y República de Palau.